# Morti nel 1436
| Questa pagina contiene informazioni ricavate automaticamente dalle voci biografiche con l'ausilio del template Bio e di un bot. L'aggiornamento è periodico e automatico e ricostruisce completamente la pagina. Se manca una persona in questa lista, sei pregato di non aggiungerla, ma accertati piuttosto che la sua voce biografica contenga il template Bio e che i dati anagrafici siano correttamente compilati. Se il template Bio manca, inseriscilo tu stesso o, in alternativa, metti l'avviso {{tmp\|Bio}} che ne segnala la mancanza. Se i dati riportati sono sbagliati, correggi direttamente la voce biografica; le modifiche saranno visibili in questa lista entro pochi giorni. Per chiarimenti vedi il progetto biografie. La lista contiene solo le 25 persone che sono citate nell'enciclopedia e per le quali è stato implementato correttamente il template Bio. Pagina aggiornata al 18 apr 2025. |

- 18 febbraio - Giovanni da Imola, giurista italiano (n. 1372)
- 1º marzo - Juan Casanova, cardinale e vescovo cattolico spagnolo (n. 1387)
- 4 maggio - Giovanni I di Foix, nobile (n. 1382)
- 26 maggio - Giovanna, delfina d'Alvernia, nobile francese
- 25 giugno - Alexandru I Aldea, principe (n. 1397)
- 19 agosto - Hugues des Orges, arcivescovo cattolico francese
- 2 settembre - Wojciech Jastrzębiec, arcivescovo cattolico polacco (n. 1362)
- 8 settembre - Guglielmo di Werle, principe
- 8 ottobre - Giacomina di Hainaut, nobile francese (n. 1401)
- 12 ottobre - Ludovico Colonna, condottiero italiano (n. 1390)
- 20 novembre - Giovanni Franco, nobile croato
- 30 dicembre - Ludovico III del Palatinato, nobile (n. 1378)
- Dorotea Bucca, filosofa e scienziata italiana (n. 1360)
- Berlingiero Caldora, nobile e condottiero italiano
- Edvige di Holstein, nobile tedesca (n. 1398)
- Engelbrekt Engelbrektsson, rivoluzionario svedese (n. 1390)
- Eric V di Sassonia-Lauenburg, duca
- Antonio da Pontedera, condottiero italiano
- Khai Bua Ban, sovrano laotiano
- Luigi di Valladolid, religioso e teologo spagnolo (n. 1375)
- Angela Nogarola, letterata, poetessa e scrittrice italiana (n. 1380)
- Paolo da Firenze, compositore e teorico della musica italiano
- Qadi-zade-i Rumi, astronomo e matematico turco (n. 1364)
- Ludovico Teodonari, vescovo cattolico italiano
- Pietro de Giorgi, vescovo cattolico italiano